# Chromis fatuhivae
Chromis fatuhivae és una espècie de peix de la família dels pomacèntrids i de l'ordre dels perciformes.

## Morfologia
Les femelles poden assolir els 6,3 cm de longitud total.

## Distribució geogràfica
Es troba a les Illes Marqueses.